# Emilio Aguinaldo
Emilio Aguinaldo y Famy (Cavite, Capitanía General de Filipinas, 22 de marzo de 1869-Manila, Filipinas, 6 de febrero de 1964) fue un general y político filipino, uno de los líderes del movimiento independentista de su país. Presidió el primer gobierno de la República de Filipinas, que no obtuvo reconocimiento internacional. Luchó en la guerra independentista de 1898 contra España y al año siguiente en la contienda contra Estados Unidos.

## Biografía

### Infancia
Aguinaldo nació en la provincia de Cavite, en la isla de Luzón, en la entonces posesión española de Filipinas. Fue el séptimo de ocho hijos de Carlos Aguinaldo y de Trinidad Famy, integrantes de una familia ilustrada y de buena posición.
De joven, Aguinaldo recibió educación básica de parte de su tía abuela y luego asistió a la escuela primaria de su pueblo. En 1880 comenzó su educación secundaria en el Colegio de San Juan de Letrán; sin embargo, tras morir su padre durante el tercer año de estudios, los interrumpió para regresar a su pueblo y ayudar a su madre en la administración de sus posesiones agrícolas.

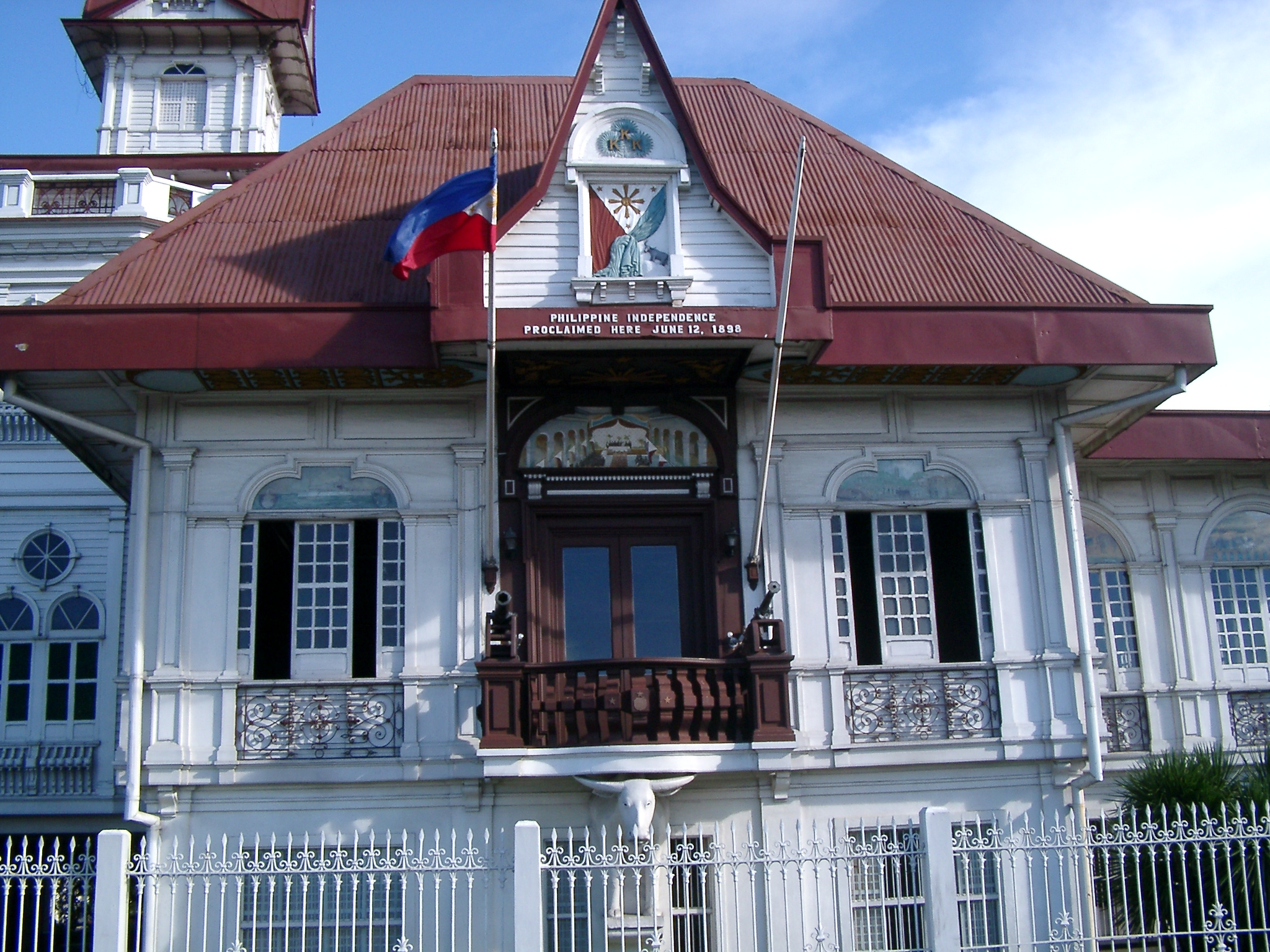
Casa del general Aguinaldo en el camino de Cavite.

Al cumplir diecisiete años, Aguinaldo fue elegido cabeza de barangay, es decir, jefe del barrio de Binakayan, el barrio más progresista de Cavite en ese momento; ocuparía el puesto durante ocho años. Entretanto, se dedicó al transporte marítimo, viajando mucho y lejos de su tierra. En 1893 entró en vigor la llamada Ley Maura de reorganización de los gobiernos municipales, de acuerdo con la cual el cargo de gobernadorcillo fue convertido en una capitanía municipal dotada de mayor autonomía. El 1 de enero de 1895, Aguinaldo fue elegido capitán municipal, el primero de Cavite.

### Revolución filipina
En 1895, bajo el liderazgo de Andrés Bonifacio, se fundó la organización patriótica secreta Katipunan, con el objetivo de expulsar a la potencia colonial española y obtener la independencia de Filipinas. Aguinaldo ingresó en la asociación con el rango de teniente, y en pocos meses ascendió al generalato gracias a sus dotes de mando. En 1896 el Katipunan logró incitar al estallido de la guerra revolucionaria, durante la cual Aguinaldo tomó parte en varios encuentros militares y logró liberar su provincia del control español; el éxito en los mismos le granjeó tal popularidad entre los revolucionarios que en las elecciones posteriores a la toma del poder fue elegido presidente de la República naciente.
Al enterarse Bonifacio de los acontecimientos, intentó impugnar la elección para asegurar su propia continuidad en el poder. En la confrontación entre los seguidores de Bonifacio (los Magdiwang) contra los partidarios de Aguinaldo (los Magdalo) resultó herido Procopio, el hermano de Bonifacio, y Bonifacio mismo capturado junto con sus partidarios. Tras un juicio militar, ambos hermanos fueron condenados a muerte el 10 de mayo de 1897 por sedición, y ese mismo día fueron ejecutados en un bosque cercano a Cavite.
En ese momento, Aguinaldo tomó el mando de la insurrección filipina, llegando a constituir el primer gobierno soberano de Filipinas y redactando su primera constitución. El 14 de diciembre, tras meses de negociación con el Gobierno español, que había empleado su superioridad armamentística y numérica para recuperarse de las derrotas iniciales, se firmó el Pacto de Biak-na-Bato, en el que se garantizaba la paz a condición de que Aguinaldo y otros 33 líderes insurrectos se exiliasen. El pacto fue ratificado, y Aguinaldo se exilió en Hong Kong, donde empleó los 400 000 pesos pagados como indemnización por España para obtener armamento.
El 19 de mayo de 1898 regresó clandestinamente a Filipinas y reanudó las hostilidades. Contando esta vez con el apoyo de Estados Unidos, que se enfrentaba en ese momento a España en la guerra hispano-estadounidense, el ejército revolucionario filipino obtuvo la victoria sin demasiada dificultad, y proclamó la independencia del archipiélago el 12 de junio de 1898.
Entretanto, españoles y americanos se hallaban enfrentados en el Caribe por el control de Cuba. De lado americano se envió al almirante George Dewey hacia el archipiélago para enfrentarse a los españoles, que se encontraban bajo el mando del almirante Patricio Montojo, marqués de Almenara, que por falta de fuerzas y por la antigüedad de las naves españolas perdió Filipinas. En el Tratado de París, España cedió a favor de Estados Unidos sus territorios de Filipinas, Guaján, Puerto Rico y Cuba, provocando la sorpresa y congoja de los filipinos, que en lugar de la planeada independencia se veían sometidos a una potencia colonial.
Posteriormente, Emilio Aguinaldo, ante la pregunta del periodista Guillermo Gómez Rivera sobre si se arrepentía de algo de su vida declaró:

Sí. Estoy arrepentido en buena parte por haberme levantado contra España y, es por eso, que cuando se celebraron los funerales en Manila del Rey Alfonso de España, yo me presenté en la catedral para sorpresa de los españoles. Y me preguntaron por qué había venido a los funerales del Rey de España en contra del cual me alcé en rebelión… Y, les dije que sigue siendo mi Rey porque bajo España siempre fuimos súbditos, o ciudadanos, españoles pero que ahora, bajo los Estados Unidos, somos tan solo un Mercado de consumidores de sus exportaciones, cuando no parias, porque nunca nos han hecho ciudadanos de ningún estado de Estados Unidos… Y los españoles me abrieron paso y me trataron como su hermano en aquel día tan significativo…
16 de diciembre de 1958.

### Guerra filipino-estadounidense
El 23 de enero de 1899 se promulgó la Constitución de la República Filipina y Aguinaldo fue nombrado presidente.
Poco más tarde, el 4 de febrero de 1899, estalló la guerra entre el gobierno de Aguinaldo y los ocupantes norteamericanos, tras el asesinato de un soldado filipino por un guardia estadounidense al cruzar el Puente de San Juan. Aguinaldo dirigió a las tropas filipinas contra las fuerzas superiores de los ocupantes. A pesar de derrotas sucesivas, continuó la lucha en retirada, mientras se replegaba con sus tropas hacia el norte de Luzón, isla donde se encontraba Baler, lugar donde todavía permanecían sitiados un grupo de soldados españoles, presuntamente desconocedores de la nueva situación.
Fue acusado de dar muerte al general Antonio Luna el 5 de junio de 1899, el cual era un brillante estratega y rival en la jerarquía militar. Sin embargo, dichas acusaciones fueron negadas muchos años después, en un reportaje concedido en 1958 a un periodista filipino, en el que Emilio Aguinaldo declinó toda responsabilidad en el asesinato de Luna y la adjudicó a maniobras masónicas de los norteamericanos, deseosos de liquidar cualquier resto de España en Filipinas, como la religión católica, el idioma español o la organización social de raíz castellana.
El 23 de marzo de 1901 fue capturado por las fuerzas estadounidenses en Palanan, provincia de Isabela, gracias a una estratagema ideada por el general Frederick Funston en la que los estadounidenses simularon rendirse.
Puesto ante la alternativa de ser sumariamente ejecutado o renunciar a la acción militar y aceptar la soberanía estadounidense, Aguinaldo cedió y firmó la rendición el 1 de abril de 1901; pese a la perseverancia de focos aislados de resistencia, con la rendición de Aguinaldo se dio fin a la etapa revolucionaria.

### Ocupación estadounidense
Durante los años siguientes, Aguinaldo se retiró de la vida política, pero prestó apoyo a grupos independentistas y organizó la Asociación de los Veteranos de la Revolución para financiar pensiones para los excombatientes. En 1919, cuando la proscripción contra la bandera filipina fue revocada, transformó su antiguo hogar de Cavite en un monumento a la bandera; el monumento, conocido como la capilla de Aguinaldo, se conserva aún hoy.
En las elecciones de 1935 contendió para la presidencia de la Mancomunidad Filipina bajo el auspicio estadounidense, como preparativo a la independencia, pero fue derrotado por Manuel Luis Quezón.

### Ocupación japonesa en la Segunda Guerra Mundial
Durante la ocupación japonesa, Aguinaldo colaboró con estos para obtener apoyo popular para los ocupantes; trasmitió mensajes, discursos y declaraciones radiales exhortando al pueblo que colaborara con el gobierno colaboracionista del presidente José P. Laurel, y dirigió un pedido de rendición al general Douglas MacArthur «para no causar más daños a la juventud filipina».
Por esas acciones Aguinaldo fue acusado de traición y colaboración con el enemigo tras la guerra, y fue encarcelado en la cárcel de Bilibid, junto con otros colaboradores. Su defensa argumentó que actuaba bajo coerción, y que los japoneses le habían amenazado de muerte a él y su familia si no cooperaba. En 1945 fue liberado por medio de un indulto general emitido por el nuevo Gobierno filipino.

### Época republicana de la posguerra
Acabada la guerra, Manuel Roxas fue elegido presidente de la nueva República. Al fallecer, afectado de un derrame cerebral, en el tercer año de su mandato, asumió el cargo su vicepresidente, Elpidio Quirino.
En las siguientes elecciones, Quirino triunfó contra José P. Laurel y nombró a Aguinaldo miembro del Consejo de Estado; en ese cargo Aguinaldo logró grandes beneficios para los veteranos de la lucha por la independencia. Se retiró nuevamente a la vida privada al fin del término, tras la elección de Ramón Magsaysay como presidente.
El siguiente presidente, Diosdado Macapagal, declaró el 12 de junio como Día de la Independencia Filipina, reconociendo así los esfuerzos de los patriotas filipinos en su lucha contra los españoles, primero, y contra los estadounidenses después. En la primera celebración del 12 de junio Aguinaldo desfiló, a pesar de su frágil salud y avanzada edad, enarbolando una bandera filipina.
Emilio Aguinaldo murió en Manila el 6 de febrero de 1964 a los noventa y cuatro años de edad, a causa de una trombosis coronaria, lamentando haberse levantado contra el gobierno español.

## Condecoraciones de España
La entonces regente de España, María Cristina de Habsburgo-Lorena, le concedió a Aguinaldo la más alta distinción de la Cruz Roja, como muestra de reconocimiento al correcto trato que tuvo con los prisioneros españoles en la guerra por la independencia, y especialmente con los héroes del Sitio de Baler